# Козар Белене
Коза̀р Бѐлене е село в Северна България, община Левски, област Плевен.

## География

### Местоположение
Село Козар Белене се намира в средната част на Дунавската хълмиста равнина, на 4 – 5 km северно от град Левски и около 40 km източно от областния център град Плевен. В близост до него са селата: Морава – на около 6 km на североизток, Овча могила – на около 8 km на изток-североизток, Аспарухово – на около 3 km на югозапад и Българене – на 6 – 7 km на северозапад. Селото е в зона с умерено континентален климат.

### Топография
Северно покрай Козар Белене минава в направление запад – изток първокласният републикански път 3 – част от Европейски път Е83, водещ на запад през Българене и Обнова за Плевен, а на изток – покрай Горна Студена и през Масларево и Пейчиново към връзка с Европейски път Е85. Идващият от юг откъм град Левски третокласен републикански път 301 минава през селото като негова главна улица и се включва в първокласния републикански път.
Югозападно покрай Козар Белене протича река Осъм. Запазени са отделените при корекцията на коритото на реката през 70-те и 80-те години на 20 век части от старото ѝ криволичещо корито.
Надморската височина на селото откъм реката е около 60 m, нараства на североизток до 80 – 90 m, а в най-югоизточната му част – и до 100 – 110 m. В центъра на селото надморската височина е около 65 m.
В югозападната част на селото край река Осъм има местно игрище за футбол, а източно край селото – мотополигон, на който към 2019 г. се провеждат и кръгове от републиканския шампионат по мотокрос.

### Население
Населението на село Козар Белене наброява към 1934 г. 2019 души, нараства на 2224 души към 1946 г., след което постоянно намалява – до 687 души към 2018 г.

## История
През първата половина на XVII век в Козар Белене се заселват цели семейства павликяни от Белене.
Името на село Козар Белене е с неустановен произход. Според старо предание, козар на име Бельо открил това райско кътче на десния бряг на река Осъм и се заселил там. Впоследствие мястото е заселвано изцяло от българи, на което се дължи и старото му име.
Православният храм „Свети Атанасий“ е основан през 1862 г. Сградата на църквата е строена от 9 март до 14 септември 1883 г. Инициатори за построяването ѝ са: Кръстю Кунчев, кметът Петко Николов, Вичо Кунчев, Павел Юрданов, Велико Пеев, Петър Анков, Тиню Минчев, Стоян Ташков, Тодор Ганев, Тодор Дръндаров. Църквата е осветена от търновския митрополит Климент през 1889 г.
За Народното основно училище „Отец Паисий" се съхранява в Държавен архив – Плевен фонд 466К с 23 архивни единици за периода от 1904 до 1957 г.  Пак там относно това училище в качеството му на фондообразувател, във връзка с промяна на наименованието на този фондообразувател, е посочен периодът 1860 – 1944 г., от което може да се предположи, че 1860-а е началната годината за създаването на училище в селото. Има данни, че училището е закрито съгласно решение № 237/03.12.2004 г. на общинския съвет – град Левски.
На 30 август 1950 г. в Козар Белене е учредено трудово кооперативно земеделско стопанство (ТКЗС) „Васил Коларов“. Във връзка с него в Държавен архив – Плевен има архивен фонд за периодите 1950 – 1958 г. и 1987 – 1994 г.

## Обществени институции
Село Козар Белене е център на кметство Козар Белене .
В село Козар Белене има:
- действащо към 2019 г. читалище „Надежда 1902“; [12][13][14]

- пощенска станция; [15]

- православна църква „Свети Атанасий“, действаща само на големи религиозни празници. [16]

## Културни и природни забележителности
В центъра на селото се намира архитектурен паметник-пирамида с имената на загиналите във войните: Сръбско-българската (1885 г.), Балканската (1912 – 1913 г.), Първата световна (1915 – 1918 г.) и Втората световна (1944 – 1945 г.).

## Провеждащи се събития
Всяка година в първата неделя от месец ноември се провежда съборът на селото.
На 24 декември коледари посещават домовете в селото – пеят коледарски песни за здраве и берекет, облечени в автентични национални носии, а по случай 24 май всяка година се организира голямо тържество с участието на представители от всички възрастови групи, всеки с уникално присъствие, на сцената в салона на читалището, основано през 1902 г.